# Stefan Mielewczyk
Stefan Józef Mielewczyk (ur. 4 lutego 1933 w Gnieźnie, zm. 12 sierpnia 2005) – polski entomolog-heteropterolog. 

## Życiorys
Studiował na Uniwersytecie im. Adama Mickiewicza w Poznaniu, w 1958 obronił pracę magisterską, a w 1968 doktorat. Prowadził badania z dziedziny heteropterologii nad faunistyką, ekologią, morfologią i biologią Hydrocoisae, z zakresu odonatologii nad faunistyką, ekologią i morfologią Odonata, z zakresu efemeropterologii prowadził badania nad ekologią larw Ephemeroptera. Był również koleopterologiem, prowadził badania nad faunistyką, ekologią i zoogeografią wodnych Adephaga. Wieloletni pracownik Zakładu Biologii Środowiska Rolnego i Leśnego Polskiej Akademii Nauk w Poznaniu. Dorobek naukowy obejmuje autorstwo ponad 108 publikacji. Stefan Mielewczyk jest członkiem założycielem Międzynarodowego Towarzystwa Odonatologicznego "Odonatologica" oraz członkiem Polskiego Towarzystwa Entomologicznego.

## Odznaczenia
- Odznaka Honorowa Miasta Poznania (1983);
- Odznaka honorowa „Za Zasługi w Rozwoju Województwa Poznańskiego” (1987);
- Złoty Krzyż Zasługi (1989).